# Albert Hasenbroekx
Albertus Gustavus Franciscus (Albert) Hasenbroekx (Oostende, 22 januari 1915 – Brugge, 7 september 1979) was een Belgische boekhouder en winkelier, in Oekraïne bekend als radio-omroeper van het Oekraïens Opstandelingenleger. Hij werkte van 1943 tot 1945 bij het radiostation "Onafhankelijk Oekraïne" ("Aphrodite"), waar hij uitzendingen in het Frans en Engels verzorgde. In 1945 werd hij opgepakt door de NKGB, waarna hij 8 jaar doorbracht in Goelagkampen.

## Biografie

### Jeugd

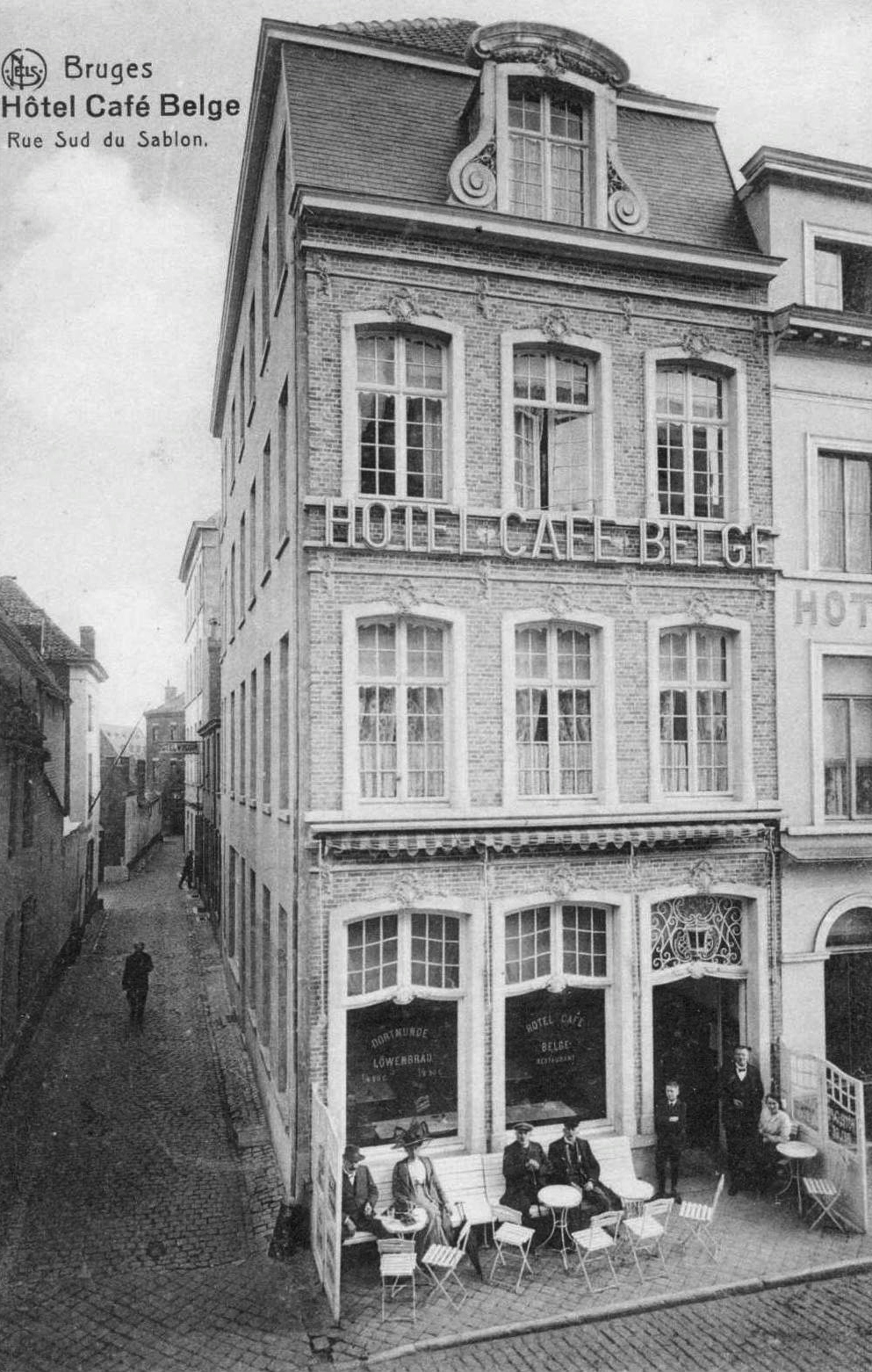
De jonge Albert Hasenbroekx voor Hotel-Café Belge, 1927

Albert Hasenbroekx werd geboren op 22 januari 1915 in Oostende en groeide op in Brugge, waar zijn ouders het Hotel-Café Belge bezaten. Hij en zijn jongere broer waren Nederlandstalig en gingen naar een Franstalige katholieke school in Hoei, waarna hij zich in 1934 inschreef aan de Ecole Supérieure de Commerce d'Anvers, de latere Sint-Ignatius Handelshogeschool (die hij niet afmaakte). In 1936 werd hij opgeroepen voor het Belgische leger. Na hun huwelijk in 1937 verhuisden Hasenbroekx en zijn echtgenote naar de hoofdstad Brussel, waar in 1938 hun dochter Francine werd geboren. In februari 1939 begon Hasenbroekx te werken in een filiaal van kruidenier Delhaize.

### Tweede Wereldoorlog
Hasenbroekx werd in 1939 gemobiliseerd door het Belgische leger. Tijdens de Achttiendaagse Veldtocht trok zijn regiment zich op 10 mei 1940 terug naar Frankrijk in het Centraal Massief en na de overgave van België op 18 juni tot in Bretagne. Het regiment werd gevangengenomen door de Duitsers aan de oevers van de rivier de Loire en Hasenbroekx werd geïnterneerd in een Stalag in Savoye. Hij werd op 22 juli vrijgelaten, keerde terug naar België en werd gedemobiliseerd.

#### Arbeitseinsatz
Hasenbroekx hervatte zijn werk bij Delhaize in Brussel, maar in februari 1942 verloor hij zijn baan en werd hij tewerkgesteld in Duitsland. In april 1942 begon hij te werken als leerling-monteur bij Dreilinden Maschinenbau GmbH in Kleinmachnow bij Berlijn, een dochteronderneming van Robert Bosch GmbH, die vliegtuigonderdelen produceerde.

#### Oekraïne
Na verschillende ontsnappingspogingen naar België werd hij gevangengezet in Duitsland en kwam hij in het voorjaar van 1943 terecht in Rivne, de hoofdstad van het Rijkscommissariaat Oekraïne, waar hij werkte voor het Duitse bouwbedrijf Hugo Parpart & Co. uit Stettin.
Terwijl hij met zijn team in de buurt van Doebno werkte, werd hij gevangengenomen door een lokale groep van het Oekraïens Opstandelingenleger (OePA). Na het overwinnen van de aanvankelijke scepsis van de OePA-strijders, die dachten dat hij een Duitser was, slaagde Hasenbroekx erin hen ervan te overtuigen dat hij een Belg was, waarna commandant Enej (Petro Olejnik) hem accepteerde als een van de zijnen onder het pseudoniem "Zachidnyj" (dat 'Westerling' betekent in het Oekraïens).
Hasenbroekx werd toegevoegd aan een Azerbeidzjaanse koerin, met wie hij naar de regio Zdolboeniv marcheerde. De eenheid maakte deel uit van OePA-Noord. Hasenbroekx, die verschillende Europese talen sprak, werd nuttiger geacht voor het werk van de propaganda-afdeling dan in een gevechtseenheid. Op de Eerste Conferentie van de Onderdrukte Volkeren van Oost-Europa en Azië, georganiseerd door de Organisatie van Oekraïense Nationalisten (OOeN) in het dorp Boederazj op 21 en 22 november 1943, werd hij overgeplaatst naar het radiostation "Onafhankelijk Oekraïne", codenaam "Aphrodite", dat opereerde in Skole, in het Generaal-gouvernement. Hij reisde van Wolynië naar Galicië met Roman Sjoechevytsj, de toekomstige opperbevelhebber van de OePA, en correspondent Petro Doezjyj.
De OePA en het radiostation Aphrodite bleven opereren vanuit Jamelnytsja nadat het Rode Leger in augustus 1944 de Duitse bezetter naar het westen had verdreven.

### Sovjet-gevangenschap

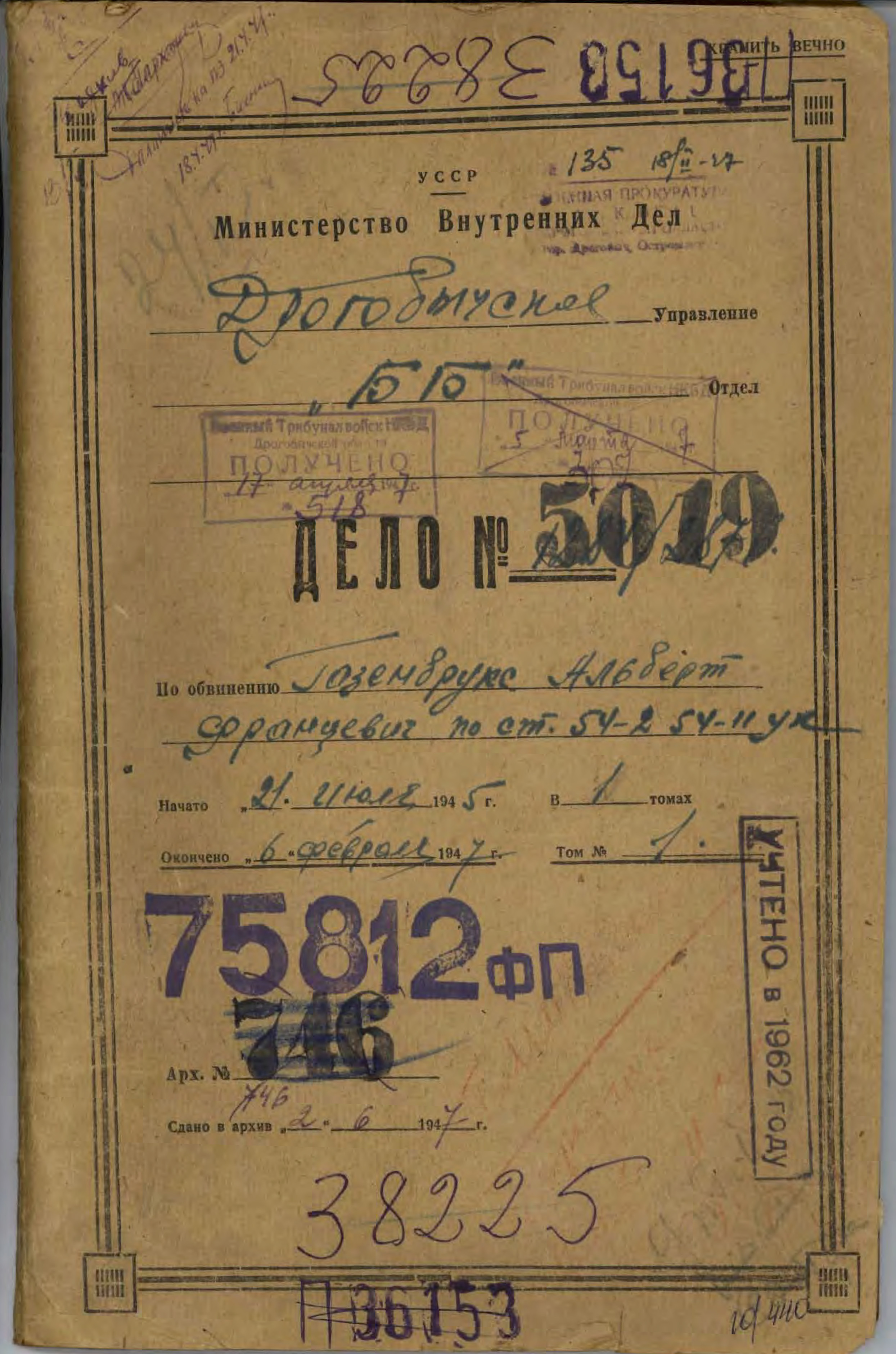
Omslag van de strafzaak tegen Albert Hasenbroekx

In april 1945 benaderde de BB, de anti-banditisme-eenheid van de NKGB, de opstandelingen die deelnamen aan de radio-uitzending en viel ze bij verrassing aan. Drie werden gedood en Hasenbroekx werd gevangengenomen. Hij werd in staat van beschuldiging gesteld op grond van artikel 54-2 (gewapende opstand) en artikel 54-11 (deelname aan een contrarevolutionaire organisatie) van het Wetboek van Strafrecht van de Oekraïense SSR, maar er was geen bewijs en Hasenbroekx beweerde dat hij een gevangene van de OePA was.
In de zomer van 1945, na een aantal maanden van verhoor in Drohobytsj en zonder proces, werd Hasenbroekx gedeporteerd naar een werkkamp in Vorkoeta in het hoge noorden. Hij werd in 1947 berecht in Drohobytsj en veroordeeld tot 10 jaar dwangarbeid. Hasenbroekx werd naar werkkampen gestuurd op de linkeroever van de rivier de Tom in de buurt van Stalinsk (nu Novokoeznetsk) in Siberië.
Na de dood van Stalin werd Hasenbroekx op 3 juni 1953 vrijgelaten. Na een verblijf in Sjtsjerbakov (nu Rybinsk) in Centraal-Rusland om aan te sterken, werd hij eind oktober 1953 overgebracht naar Moskou, waar hij 11 landgenoten ontmoette die samen met hem zouden worden vrijgelaten. Alle 12 werden naar Oost-Berlijn gebracht, vanwaar ze werden overgedragen aan de Belgische missie in West-Berlijn. Op de ochtend van 31 oktober 1953 bereikte de groep België, waar ze op de grens van het gehucht Bildchen (dat toen Belgisch was, maar sinds 1958 deel uitmaakt van Aken) onder toezicht van de Staatsveiligheid werden gesteld. Van daaruit werden ze naar Brussel gebracht, waar Hasenbroekx werd vrijgelaten.

### Terug in België

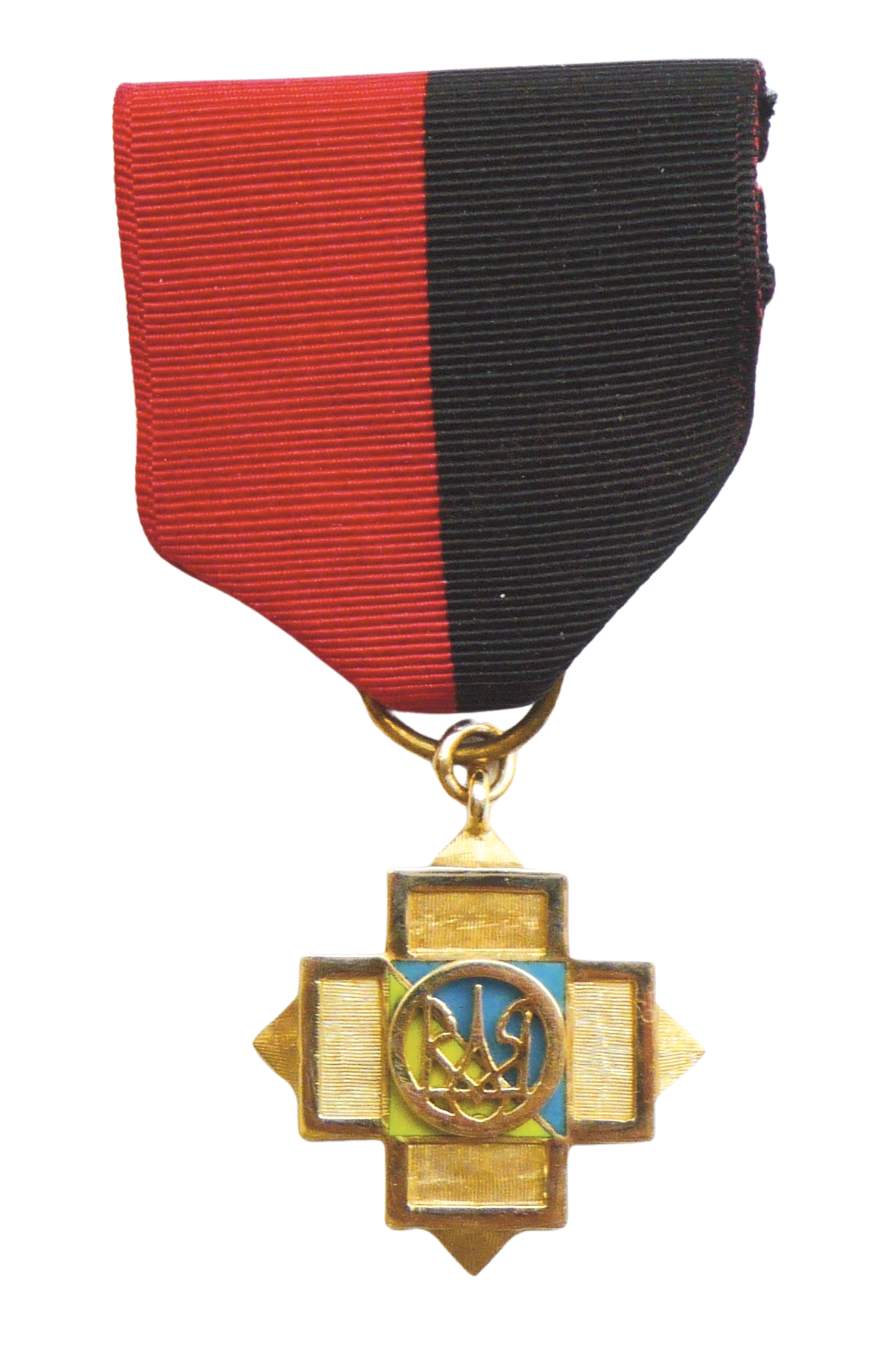
Gouden Kruis van OePA van Albert Hasenbroekx

Na zijn terugkeer in België werkte hij als boekhouder voor een expeditiebedrijf in Brugge. Hasenbroekx had van tijd tot tijd contact met de Oekraïense diaspora. Vrijwel meteen na zijn terugkomst in Brugge kreeg hij bezoek van Omelan Kowal, de voorzitter van de Conseil Général des Organisations Ukrainiennes en Belgique en de in Parijs gevestigde journalist Vasyl Markoes. Ook ging hij in op een uitnodiging om op 29 oktober 1967 in Luik te spreken ter gelegenheid van het 25-jarig bestaan van de OePA. Delen van zijn toespraak, die in het Frans en Oekraïens werd gehouden, werden in 1968 in Canada gepubliceerd door zijn strijdmakker Volodymyr Makar (pseudoniem "Vadym").
In februari 1968 ontving Hasenbroekx het Gouden Kruis van OePA, toegekend door het Kapittel van het Gouden Kruis van Verdienste van het Oekraïense Opstandelingenleger in de VS. In België werd hem de Herinneringsmedaille van den Oorlog 1940-1945 toegekend.
Albert Hasenbroekx overleed op 7 september 1979 in Brugge.

## Rehabilitatie en erkenning
Op 29 mei 1995 werd Hasenbroekx postuum gerehabiliteerd door het openbaar ministerie van Lviv.
In 2010 werd hem als "deelnemer aan de nationale vrijheidsstrijd" postuum de Orde van Verdienste toegekend door president Viktor Joesjtsjenko. Als eerbetoon werd onder meer in 2020, ter gelegenheid van de Dag van de verdedigers van Oekraïne, door Oekraïense diplomaten een krans op zijn graf gelegd.